# Marele Premiu al Țărilor de Jos din 2023
Marele Premiu al Țărilor de Jos din 2023 (cunoscut oficial ca Formula 1 Heineken Dutch Grand Prix 2023) a fost o cursă auto de Formula 1 ce s-a desfășurat pe 27 august 2023 pe Circuitul Zandvoort din Zandvoort, Țările de Jos. Cursa a fost cea de-a treisprezecea etapă a Campionatului Mondial de Formula 1 al FIA din 2023.
Liderul campionatului, Max Verstappen, a obținut al optulea pole position pentru cursa sa de acasă. A reușit să își transforme pole-ul în victorie, egalând astfel recordul lui Sebastian Vettel de cele mai multe curse consecutive câștigate (9). Vettel a obținut acest record în sezonul 2013, conducând tot pentru Red Bull Racing. De asemenea, Red Bull a ajuns la 14 victorii consecutive, extinzându-și propriul record. Spaniolul Fernando Alonso de la Aston Martin Aramco-Mercedes a încheiat cursa pe locul 2, obținând totodată și cel mai rapid tur al cursei. Pierre Gasly de la Alpine-Renault a completat podiumul.
Daniel Ricciardo a suferit o accidentare în a doua sesiune de antrenamente și a fost nevoit să lipsească din restul weeekend-ului. Neozeelandezul Liam Lawson l-a înlocuit pe acesta la AlphaTauri, făcându-și astfel debutul în Formula 1.

## Context
Piloții și echipele au fost inițial la fel cu lista de înscrieri de la începutul sezonului, cu excepția lui Daniel Ricciardo care l-a înlocuit pe Nyck de Vries la AlphaTauri începând cu Marele Premiu al Ungariei. Ulterior, Ricciardo a fost înlocuit de Liam Lawson, după ce australianul și-a rupt un os metacarpian la mâna stângă în urma unui accident suferit în a doua sesiune de antrenamente. Lawson și-a făcut debutul în cursele de Formula 1. Robert Shwartzman a condus pentru Ferrari în locul lui Carlos Sainz Jr. în timpul primei sesiuni de antrenamente.
Furnizorul de anvelope Pirelli a adus compușii de anvelope C1, C2 și C3 (denumiți dur, mediu și, respectiv, moale) pentru ca echipele să le folosească la eveniment.

## Calificări
Calificările pentru Marele Premiu au avut loc pe 26 august 2023 începând cu ora locală 15:00 (UTC+2), ora 16:00 EEST.
| Poz.                  | Nr. | Pilot            | Constructor                  | Timpi calificări | Timpi calificări | Timpi calificări | Grila finală |
| Poz.                  | Nr. | Pilot            | Constructor                  | Q1               | Q2               | Q3               | Grila finală |
| --------------------- | --- | ---------------- | ---------------------------- | ---------------- | ---------------- | ---------------- | ------------ |
| 1                     | 1   | Max Verstappen   | Red Bull Racing-Honda RBPT   | 1:20,965         | 1:18,856         | 1:10,567         | 1            |
| 2                     | 4   | Lando Norris     | McLaren-Mercedes             | 1:21,276         | 1:19,769         | 1:11,104         | 2            |
| 3                     | 63  | George Russell   | Mercedes                     | 1:21,345         | 1:19,620         | 1:11,294         | 3            |
| 4                     | 23  | Alexander Albon  | Williams-Mercedes            | 1:20,939         | 1:19,399         | 1:11,419         | 4            |
| 5                     | 14  | Fernando Alonso  | Aston Martin Aramco-Mercedes | 1:21,840         | 1:19,429         | 1:11,506         | 5            |
| 6                     | 55  | Carlos Sainz Jr. | Ferrari                      | 1:21,321         | 1:19,929         | 1:11,754         | 6            |
| 7                     | 11  | Sergio Pérez     | Red Bull Racing-Honda RBPT   | 1:21,972         | 1:19,856         | 1:11,880         | 7            |
| 8                     | 81  | Oscar Piastri    | McLaren-Mercedes             | 1:21,231         | 1:19,392         | 1:11,938         | 8            |
| 9                     | 16  | Charles Leclerc  | Ferrari                      | 1:22,019         | 1:19,600         | 1:12,665         | 9            |
| 10                    | 2   | Logan Sargeant   | Williams-Mercedes            | 1:22,036         | 1:20,067         | 1:16,748         | 10           |
| 11                    | 18  | Lance Stroll     | Aston Martin Aramco-Mercedes | 1:21,570         | 1:20,121         | N/A              | 11           |
| 12                    | 10  | Pierre Gasly     | Alpine-Renault               | 1:21,735         | 1:20,128         | N/A              | 12           |
| 13                    | 44  | Lewis Hamilton   | Mercedes                     | 1:21,919         | 1:20,151         | N/A              | 13           |
| 14                    | 22  | Yuki Tsunoda     | AlphaTauri-Honda RBPT        | 1:21,781         | 1:20,230         | N/A              | 17           |
| 15                    | 27  | Nico Hülkenberg  | Haas-Ferrari                 | 1:21,891         | 1:20,250         | N/A              | 14           |
| 16                    | 24  | Zhou Guanyu      | Alfa Romeo-Ferrari           | 1:22,067         | N/A              | N/A              | 15           |
| 17                    | 31  | Esteban Ocon     | Alpine-Renault               | 1:22,110         | N/A              | N/A              | 16           |
| 18                    | 20  | Kevin Magnussen  | Haas-Ferrari                 | 1:22,192         | N/A              | N/A              | LB           |
| 19                    | 77  | Valtteri Bottas  | Alfa Romeo-Ferrari           | 1:22,260         | N/A              | N/A              | 18           |
| 20                    | 40  | Liam Lawson      | AlphaTauri-Honda RBPT        | 1:23,420         | N/A              | N/A              | 19           |
| Regula 107%: 1:26,604 |     |                  |                              |                  |                  |                  |              |
| Sursa:                |     |                  |                              |                  |                  |                  |              |

Note
- ^1 – Yuki Tsunoda a primit o penalizare de trei locuri pe grilă pentru împiedicarea lui Lewis Hamilton în Q2.[10]
- ^2 – Kevin Magnussen s-a calificat pe locul 18, dar a fost obligat să înceapă cursa din spatele grilei pentru că și-a depășit cota de elemente ale unității de putere. El a primit, de asemenea, o penalizare de zece locuri pentru o nouă carcasă a cutiei de viteze și o nouă linie de transmisie a cutiei de viteze. Apoi, a fost obligat să înceapă cursa de pe linia boxelor deoarece noile elemente au fost schimbate fără aprobarea delegatului tehnic în timpul parc fermé.[10]

## Cursă
Cursa a avut loc pe 27 august 2023 începând cu ora locală 15:00 (UTC+2), ora 16:00 EEST, cu distanța de 72 de tururi.
| Poz.                                                                                    | Nr. | Pilot            | Constructor                  | Tururi | Timp/Retras | Grilă | Puncte |
| --------------------------------------------------------------------------------------- | --- | ---------------- | ---------------------------- | ------ | ----------- | ----- | ------ |
| 1                                                                                       | 1   | Max Verstappen   | Red Bull Racing-Honda RBPT   | 72     | 2:24:04,411 | 1     | 25     |
| 2                                                                                       | 14  | Fernando Alonso  | Aston Martin Aramco-Mercedes | 72     | +3,744      | 5     | 19     |
| 3                                                                                       | 10  | Pierre Gasly     | Alpine-Renault               | 72     | +7,058      | 12    | 15     |
| 4                                                                                       | 11  | Sergio Pérez     | Red Bull Racing-Honda RBPT   | 72     | +10,068     | 7     | 12     |
| 5                                                                                       | 55  | Carlos Sainz Jr. | Ferrari                      | 72     | +12,541     | 6     | 10     |
| 6                                                                                       | 44  | Lewis Hamilton   | Mercedes                     | 72     | +13,209     | 13    | 8      |
| 7                                                                                       | 4   | Lando Norris     | McLaren-Mercedes             | 72     | +13,232     | 2     | 6      |
| 8                                                                                       | 23  | Alexander Albon  | Williams-Mercedes            | 72     | +15,155     | 4     | 4      |
| 9                                                                                       | 81  | Oscar Piastri    | McLaren-Mercedes             | 72     | +16,580     | 8     | 2      |
| 10                                                                                      | 31  | Esteban Ocon     | Alpine-Renault               | 72     | +18,346     | 16    | 1      |
| 11                                                                                      | 18  | Lance Stroll     | Aston Martin Aramco-Mercedes | 72     | +20,087     | 11    |        |
| 12                                                                                      | 27  | Nico Hülkenberg  | Haas-Ferrari                 | 72     | +20,840     | 14    |        |
| 13                                                                                      | 40  | Liam Lawson      | AlphaTauri-Honda RBPT        | 72     | +26,147     | 19    |        |
| 14                                                                                      | 77  | Valtteri Bottas  | Alfa Romeo-Ferrari           | 72     | +27,388     | 18    |        |
| 15                                                                                      | 22  | Yuki Tsunoda     | AlphaTauri-Honda RBPT        | 72     | +29,893     | 17    |        |
| 16                                                                                      | 20  | Kevin Magnussen  | Haas-Ferrari                 | 72     | +31,410     | PL    |        |
| 17                                                                                      | 63  | George Russell   | Mercedes                     | 72     | +55,754     | 3     |        |
| Ab                                                                                      | 24  | Zhou Guanyu      | Alfa Romeo-Ferrari           | 62     | Accident    | 5     |        |
| Ab                                                                                      | 16  | Charles Leclerc  | Ferrari                      | 41     | Avarii      | 9     |        |
| Ab                                                                                      | 2   | Logan Sargeant   | Williams-Mercedes            | 14     | Accident    | 10    |        |
| Cel mai rapid tur: Fernando Alonso (Aston Martin Aramco-Mercedes) – 1:13,837 (turul 56) |     |                  |                              |        |             |       |        |
| Sursa:                                                                                  |     |                  |                              |        |             |       |        |

Note
- ^1 – Include un punct pentru cel mai rapid tur.[12]
- ^2 – Sergio Pérez a terminat pe locul al treilea, dar a primit o penalizare de cinci secunde pentru depășirea vitezei legale pe linia boxelor.[11]
- ^3 – Yuki Tsunoda a terminat pe locul 13, dar a primit o penalizare de cinci secunde pentru că a provocat o coliziune cu George Russell.[11]
- ^4 – Kevin Magnussen a terminat pe locul 15 pe pistă, dar a primit o penalizare de cinci secunde după terminarea cursei pentru că nu a respectat distanța de maxim zece lungimi de mașini în spatele mașinii de siguranță.[11]

## Clasamentele campionatelor după cursă
|        | Poz. | Pilot            | Pct. |
| ------ | ---- | ---------------- | ---- |
|        | 1    | Max Verstappen   | 339  |
|        | 2    | Sergio Pérez     | 201  |
|        | 3    | Fernando Alonso  | 168  |
|        | 4    | Lewis Hamilton   | 156  |
| 2      | 5    | Carlos Sainz Jr. | 102  |
| Sursa: |      |                  |      |

|        | Poz. | Constructor                  | Pct. |
| ------ | ---- | ---------------------------- | ---- |
|        | 1    | Red Bull Racing-Honda RBPT   | 540  |
|        | 2    | Mercedes                     | 255  |
|        | 3    | Aston Martin Aramco-Mercedes | 215  |
|        | 4    | Ferrari                      | 201  |
|        | 5    | McLaren-Mercedes             | 111  |
| Sursa: |      |                              |      |

- Notă: Doar primele cinci locuri sunt prezentate în ambele clasamente.